# Grupo de Artillería Blindado 2
El Grupo de Artillería Blindado 2 "Mariscal Francisco Solano López" (GA Bl 2) es una unidad táctica de artillería del Ejército Argentino con asiento de paz en la guarnición militar de Rosario del Tala, provincia de Entre Ríos, y con dependencia orgánica de la II Brigada Blindada, constituyendo el elemento de apoyo de fuego de la gran unidad de combate.

## Reseña
Este grupo de artillería fue organizado en el año 1968, equipado con piezas autopropulsados AMX de calibre 155 mm y de fabricación francesa.
En 2007 la superioridad resolvió imponer el nombre "Mariscal Francisco Solano López" al GA Bl 2 como homenaje institucional al Ejército Paraguayo en el marco de un proceso de revisionismo histórico de la Guerra del Paraguay.

## Actualidad
En 2018 pasaron a retiro los cañones de 155 mm autopropulsados AMX MK F3. Fueron reemplazados por cañones CITER 155 mm remolcados. Mientras tanto se gestiona la adquisición de una dotación cañones de 155 mm autopropulsados M109 norteamericanos.